# Dicrurus forficatus
El drongo malgache (Dricurus forficatus) es una especie de ave paseriforme de la familia Dicruridae. Es endémica de Comoras y Madagascar, siendo una especie común.

## Subespecies
Se reconocen las siguientes:
- D. f. forficatus (Linnaeus, 1766) - Madagascar e islas cercanas como Nosy Be, Nosy Hara y Santa María
- D. f. potior (Bangs & Penard, TE, 1922) - Anjouan (Comoras)